# Rudolf Pischinger
Rudolf Pischinger (* 27. Mai 1935 in Waidhofen an der Thaya) ist ein österreichischer Wissenschaftler und Bergsteiger.

## Leben
Rudolf Pischinger wurde 1970 ordentlicher Professor für Thermodynamik an der Technischen Universität Graz, dort forschte und lehrte er bis zu seiner Emeritierung 2003. Von 1976 bis 1980 war er dort auch Prädekan, Dekan und Prodekan der Fakultät für Maschinenbau.
Als Bergsteiger nahm er ab 1963 an mehreren Expeditionen in Hindukusch und Karakorum teil; dabei gelangen auch wichtige Erstbegehungen.

## Alpinistische Leistungen (Auszug)
- Noshaq (7492 m, Hindukush, höchster Berg Afghanistans), Begehung einer neuen Route mit Gerald Gruber, 1963 (die dritte Besteigung des Hauptgipfels).
- Noshaq East (7480 m), Erstbesteigung mit Gerald Gruber, 1963
- Noshaq Central (7400 m), Erstbesteigung mit Gerald Gruber, 1963
- Noshaq West (7250 m), mit Gerald Gruber, M. Hofpointer, S. Jungmaier, H. Pilz, M. Schober, G. Werner 1963
- Momhil Sar (7343 m, Pakistan), Erstbesteigung 1964 mit Hanns Schell, Horst Schindelbacher, Leo Schlömmer und Rudolf Widerhofer
- Shachaur (7116 m, Hindukush, Afghanistan), Erstbesteigung mit Gerald Gruber 1964
- Udren Zom (7131 m, Hindukush, Pakistan), Erstbesteigung mit Gerald Gruber 1964
- Diran (7266 m, Karakorum, Pakistan), Erstbesteigung mit Hanns Schell und Rainer Göschl 1968

## Werke (Auszug)
- Pischinger, Klell, Sams: Thermodynamik der Verbrennungskraftmaschine; 3. Aufl., Springer, Wien, 2009, ISBN 978-3-211-99276-0

## Forschungsschwerpunkte
Verbrennungskraftmaschinen und Thermodynamik.

## Auszeichnungen und Preise
- Honorarprofessor der Technischen Universität Jiangsu.
- 1997: Wirkliches Mitglied der Österreichischen Akademie der Wissenschaften.
- 2003: Großes Ehrenzeichen des Landes Steiermark.
- 2005: Universitätsforschungspreis der steirischen Industrie.
- 2010: Ehrenzeichen der Stadt Graz in Gold.